# ミーガン・アボット
ミーガン・アボット（Megan Abbott、1971年 - ）は、アメリカ合衆国の推理作家、ハードボイルドの研究者、脚本家。

## 経歴
ミシガン州デトロイト郊外で育ち、ミシガン大学を卒業。ニューヨーク大学で英語とアメリカ文学の博士号を取得し、同校やニューヨーク州立大学、ニュースクール大学で教鞭をとった。
フィルム・ノワールや古典的なノワール小説、ジェフリー・ユージェニデスの小説『ヘビトンボの季節に自殺した五人姉妹』に影響を受けた。2007年に発表した"The Song Is You" では、1949年に発生したジーン・スパングラー失踪事件について、2009年に発表した"Bury Me Deep" では1931年に発生したウィニー・ルース・ジャッド殺害事件について言及している。
『ロサンゼルス・タイムズ』などメジャーな雑誌や新聞に記事を書いたことがある。また、小説家のサラ・グランとブログを書いている。
2017年、テレビドラマ・シリーズ『DEUCE/ポルノストリート in NY』の脚本を執筆した。
2020年、自身の小説『Dare Me』が『何様なのよ?』としてテレビドラマ・シリーズ化され企画、製作総指揮、脚本を担当した。

## 作品リスト

### 長編
- さよならを言うことは Die a Little （ 2005年 /  2007年4月 早川書房 漆原敦子訳）
- The Song Is You (2007)
- 暗黒街の女 Queenpin （ 2007年 /  2008年11月 早川書房 漆原敦子訳） - エドガー賞 ペーパーバック賞受賞、バリー賞 ペーパーバック部門受賞、アンソニー賞 ペーパーバック部門ノミネート[10]
- Bury Me Deep (2009) - アンソニー賞 ペーパーバック部門ノミネート
- The End of Everything (2011)
- Dare Me (2012)
- The Fever (2014)
- You Will Know Me (2016)[11]
- Give Me Your Hand (2018)

### その他
短編
- "My Heart Is Either Broken" (2013) - アンソロジー"Dangerous Women" 収録

ノンフィクション
- The Street Was Mine: White Masculinity in Hardboiled fiction and Film Noir (2002)

編著
- A Hell of a Woman: An Anthology of Female Noir (2007)